# Senki nem szabadul élve
A Senki nem szabadul élve (eredeti cím: No One Gets Out Alive) 2021-ben bemutatott brit horrorfilm Santiago Menghini rendezésében. A forgatókönyvet Jon Croker és Fernanda Coppel írta, Adam Nevill 2014-es, No One Gets Out Alive című regénye alapján. A főbb szerepekben Cristina Rodlo és Marc Menchaca látható.
2021. szeptember 29-én mutatta be a Netflix.

## Cselekmény
Egy dél-amerikai illegális bevándorló nő az Államokba érkezve szobát vesz ki egy lerobbant panzióban. Nemsokára azonban rémisztő paranormális jelenségekre lesz figyelmes.

## Szereplők
| Szerep             | Színész         | Magyar hang     |
| ------------------ | --------------- | --------------- |
| Ambar              | Cristina Rodlo  | Csifó Dorina    |
| Red                | Marc Menchaca   | Király Attila   |
| Becker             | David Figlioli  | Rába Roland     |
| Beto               | David Barrera   | Háda János      |
| Kinsi              | Moronke Akinola | Nádasi Veronika |
| Simona             | Joana Borja     |                 |
| Mary               | Victoria Alcock | Illésy Éva      |
| Rilles             | Mitchell Mullen | Bácskai János   |
| Freja              | Vala Noren      |                 |
| Carlos             | Alejandro Akara | Csurgai Márk    |
| a motel igazgatója | Jeff Mirza      |                 |

## Fogadtatás
A Rotten Tomatoes kritikagyűjtő weboldalon a film 15 kritika alapján 73%-os minősítést kapott, 6/10-es átlagértékeléssel. A Metacritic-en 5 kritika alapján az átlagpontszáma 43 a 100-ból, ami „vegyes vagy átlagos kritikát” jelent.

## Fordítás
- Ez a szócikk részben vagy egészben  a   No One Gets Out Alive (2021 film) című angol Wikipédia-szócikk fordításán alapul.  Az eredeti cikk szerkesztőit annak laptörténete sorolja fel. Ez a jelzés csupán a megfogalmazás eredetét és a szerzői jogokat jelzi, nem szolgál a cikkben szereplő információk forrásmegjelöléseként.